# 뽕 3
"뽕 3"(Mulberry 3)은 한국에서 제작된 이두용 감독의 1992년 드라마 영화이다. 유연실 등이 주연으로 출연하였고 이두용 등이 제작에 참여하였다.

## 출연

### 주연
- 유연실
- 한태일

### 조연
- 이무정
- 김정하
- 양택조
- 박용팔

## 기타
- 제작지휘: 이동섭
- 제작지휘: 주인석
- 제작지휘: 선종길
- 제작부장: 김만수
- 제작주임: 김봉근
- 제작진행: 김영대
- 촬영부: 변희성
- 촬영부: 김만상
- 촬영부: 최건희
- 촬영부: 정춘화
- 조명: 임춘행
- 조명부: 최성원
- 조명부: 최석재
- 조명부: 남진아
- 조명부: 김병철
- 조명부: 박종원
- 연출부: 서민영
- 연출부: 장규성
- 연출부: 김도경
- 스크립터: 최사라
- 동시녹음: 정경천
- 동시녹음: 이호
- 동시녹음: 이선욱
- 동시녹음: 더스틴 아론슨
- 믹싱: 김경일
- 분장: 성미자
- 의상: 권유진
- 제작전무: 한근수
- 현장진행: 강문수
- 효과: 양대호